# لوغولوجيا (علم)
اللوغولوجيا هي دراسة كل الأشياء المتعلقة بالعلم وممارسيه؛ الفلسفية والبيولوجية والنفسية والمجتمعية والتاريخية والسياسية والمؤسسية والمالية. نشأ مصطلح "لوجي" من اللاحقة "-logy"، كما هو الحال في "الجيولوجيا"، "الأنثروبولوجيا"، إلخ، بمعنى "دراسة العلم". توفر كلمة "لوغولوجيا" متغيرات نحوية غير متوفرة مع المصطلحات السابقة "علم العلوم" و"علم اجتماع العلوم". المجال الناشئ ما وراء العلم هو حقل فرعي من اللوغولوجيا.